# Svinbådan
Svinbådan är en kassunfyr som är placerad på grundområdet med det gamla namnet Svinabonnsgrundet utanför Viken i Skåne. Fyren byggdes i Lysekil, sjösattes den 4 september 1959 och togs i bruk år 1960. År 1994 var kraftledningen till fyren uttjänt. Det blev bytt och just nu september 2020 är kraftledning till fyren trasig igen då den ligger fäst i betongblock på botten. Man planerar att dra ut en ny matningskabel.
Sedan flera år finns en ny mindre fyr på toppen av tornets helikopterplatta, som därför inte längre är brukbar. I den finns en 60 watts lampa (med 2 filament om det ena går sönder), en mindre 10 watts lampa om strömmen går, samt en racon sändare. Nödbatteri finns vid stömavbrott som varar cirka 2-3 veckor, sedan måste nya batterier sättas dit. Nödbatterierna driver fyrens 10 watts lampa samt raconsändaren
Fyren är utrustad med racon. Ursprungligen var fyren utrustad med en mistlur. Den utgjordes av två dubbla supertyfoner av fabrikat Kockums.

## Skeppslista
| Nummer | Namn                 | Tjänstgöringsår |
| ------ | -------------------- | --------------- |
| 7      | Vulkan (reservskepp) | 1866–1869       |
| 8      | Nr 8 Svinbådan       | 1870–1877       |
| 14     | Nr 14 Svinbådan      | 1878–1893       |
| 17     | Nr 17 Svinbådan      | 1894–1960       |

Fyrskeppet Nummer 17 Svinbådans lanternin är numera uppställd vid sjömanshemmet Rosenhill på bergknallen nordost om Älvsborgsbron i Göteborg, medan Nummer 8 Svinbådans lanternin står i Skanörs hamn.